# 朴茨茅斯和约
《樸茨茅斯和约》（英語：Treaty of Portsmouth），又稱日俄條約（日語：日露講和条約），是由日本帝國和俄罗斯帝国在美国总统西奥多·罗斯福的调停下，於1905年9月5日在美国缅因州基特里的朴茨茅斯海军基地（因离新罕布什尔州的樸茨茅斯市不远而得名）签署的和约，结束了日俄战争。
《樸茨茅斯和约》的签订标志着日本和俄国对两国在中國東三省与朝鲜半岛的势力范围的重新瓜分。条约签订后，日本派代表与清朝政府代表交涉“东三省善后事宜”，通过《中日会议东三省事宜条约》使清政府承认日俄《樸茨茅斯和约》中给予日本的各项权利。

日俄雙方代表，1905年9月5日

## 背景
日军于1895年（光緒二十一年）在甲午战争中击败清军后，双方签订的《马关条约》中規定將辽东半岛等处割讓給日本。但該约簽署後六天受俄国、法國及德国的干涉，要求日本归还辽东半岛给中国，史称三国干涉。同年11月8日，中、日雙方又簽訂了《遼南條約》（《中日交還奉天省南邊地方條約》），日本被迫同意由清廷支付「贖遼費」以贖回辽东半岛。其後，俄国以「還遼有功」為名，向清政府租借旅順和大連兩港，將勢力伸入南满洲。尽管日本被迫在外交上妥协，但对三国尤其是俄国的行为非常不满。
1900年（光緒二十六年）义和团运动爆发后，俄国以保護東三省鐵路及其他權益的名義，出動十幾萬大軍，佔領中国東三省全境。《辛丑條約》簽訂後，俄国不肯從東三省撤兵，但在国際壓力下，俄国被迫於1902年（光緒二十八年）4月8日與中国政府訂立《交收東三省條約》。第一期撤軍，俄国如約實行，撤走在奉天省（今遼寧）遼河以西的軍隊，但1903年（光緒二十九年）4月的第二期撤兵時，卻違約不撤，另提苛刻條件並重新佔領瀋陽。日本在英、美等國支持下，與俄國進行談判，要求俄軍撤退。俄国拒不撤軍，激起了中国人民的拒俄事件，俄日矛盾亦日益加劇，從而導致1904年（光緒三十年）2月，日俄戰爭的爆發。战争以日本胜利告终。于是双方在美国总统的调停下开始议和。

## 内容
俄國全權代表谢尔盖·維特伯爵和日本全權代表外務大臣小村壽太郎開始議和談判，經過十次會議，在美國等國的撮合下，雙方於1905年9月5日，在《朴茨茅斯和约》上簽字。
條約正文十五條，附約二條，主要內容是：

第一条 日本国天皇陛下与俄羅斯皇帝陛下间，及两国并两国臣民间，当和平亲睦。
第二条 俄国政府承认日本国于韩国之政治军事经济上均有卓绝之利益，加指导保护监理等事，日本政府视为必要者即可措置，不得阻碍干涉。在韩国之俄国臣民，均应按照最惠国之臣民一律看待，不得歧视。
两缔约国为避一切误解之原因起见，彼此同意于俄韩两国交界间不得执军事上之措置，致侵迫俄韩两国领土之安全。
第三条 日俄两国互相约定各事如下；
一、除辽东半岛租借权所及之地域不计外， 所有在满洲之兵，当按本条约附约第一款所定，由两国同时全数撤退；
二、除前记之地域外，现被日俄两国军队占领及管理之满洲全部，交还中國接收，施行政务；俄国政府声明在满洲之领土上利益，或优先的让与，或专属的让与，有侵害中國主权及有违机会均等主义各，一概无之。
第四条 日俄两国彼此约定，凡中國在满洲为发达商务工业起见，所有一切办法列国视为当然者，不得阻碍。
第五条 俄国政府以中國政府之允许，将旅顺口、大连湾并其附近领土领水之租借权内一部份之一切权利及所让与者，转移与日本政府，俄国政府又将该租界疆域内所造有一切公共营造物及财产，均移让于日本政府。
两缔约国互约，前条所定者，须商请中國政府允诺。
日本政府允将居住前开各地内之俄国臣民之财产权，当完全尊重。
第六条 俄罗斯政府允将由长春(宽城子)至旅顺口之铁路及一切支路，并在该地方铁道内所附属之一切权利财产，以及在该处铁道内附属之一切煤矿，或为铁道利益起见所经营之一切煤矿，不受补偿，且以中国政府允许者均移让于日本政府。
两缔约国互约前条所定者，须商请中國政府承诺。
第七条 日俄两国约在满洲地方，各自经营专以商工业为目的之铁道，决不经营以军事为目的之铁道。
但辽东半岛租借权效力所及地域之铁道不在此限。
第八条 日本政府及俄国政府，为图来往输运均臻便捷起见，妥订满洲接续铁道营业章程，务须从速另订别约。
第九条 俄国政府允将库页岛南部及其附近一切岛屿，并各该处之一切公共营造物及财产之主权，永远让与日本政府；其让与地域之北方境界，以北纬五十度为起点，至该处确界须按照本条约附约第二条所载为准。
日俄两国彼此商允在库页岛及其附近岛屿之各自所属领地内，不筑造堡垒及类于堡垒之军事上工作物；又两国约定凡军事上之措置有碍于宗谷海峡及鞑靼海峡航行自由者，不得施设。
第十条 居住于让与日本国地域内之俄国人民， 可出卖财产，退还本国；若仍欲留住该地域时，当服从日本国之法律及管辖权。至该住民经营事业行使财产，当由日本国完全保护，其有不安本分者，日本国亦当撤回其居住权并放逐之，但该住民之财产当完全尊重。
第十一条 俄国当与口本国协定允准日本国臣民在日本海、鄂霍次克海、白今海之俄国所属沿岸一带有经营渔业之权。
前项约束，经双方同意，不得影响于俄国及外围臣民在彼处应有之权利。
第十二条 日俄通商航海条约，因此次战争作废，日本国政府及俄国政府允诺以开战前所施行之条约为本，另订通商航海新约；其未定以前，所有进口税、出口税、关章、子口税、船钞，并代表臣民船舶，由此国进彼国领土或由彼国进此国领土时之许可及待遇，均照相待最优之国办理。
第十三条 本条约一经施行，速将一切俘虏彼此交还，由日俄两政府各派接收俘虏之特别委员一名专司其事，彼此送还时，应由交犯国将在该国某处口岸可交还人数若干， 预先知照收犯国，即由两国专派员或该员所派之有权代表员照以前通知之口岸人数，彼此交收。
日俄两国政府一俟交还俘虏完毕后，将虏犯自被掳或投降之日起至死亡或交换之日止，所有因照管：及留养该犯之一切费用细帐互相交换后，俄国政府应将日本实用数目中，除去俄国实用数目，尚差若干，当由俄国从速偿还日本。
第十四条 本条约当由日本国皇帝陛下及全俄国皇帝陛下批准，从速在华盛顿互换，自签字之日起，无论如何当于五十日以内，由驻扎日本之法国公使及驻扎俄国之美国大使，各通知驻在国政府，宣布之后，本条约即全部生效。
第十五条 本条约缮就英文法文各两本，分别签字，其本文虽全然符合，设有解释不同之处，以法文为准。为此两国全权委员署名盖印，以昭信守。
                                    明治三十八年九月五日                    俄曆一九〇五年八月二十三日
                                               小村寿太郎                                          高平小五郎
                                                  威特                                                罗善
附约
日俄两国按照本口所订讲和条约第三条及第九条所载，由两国全权委员另立附约如下，
第一条 此条应附于正约第三条。日俄两国政府彼此商允，一候讲和条约施行后即将满洲地域内军队同时开始撤退；自讲和条约施行之日起，以十八个月为限，所有两国在满洲之军队除辽东半岛租借地外，一律撤退。
两国占领阵地之前敌军队当先行撤退。
两订约国可留置守备兵保护满洲各自之铁道线路，至守备兵人数，每一公里不过十五名之数，由此数内，日俄两国军司令官可因时酌减，以至少足用之数为率。
满洲之日本国及俄国军司令官，可遵照以上所定，协商撤兵细目，并以必要之方法从速实行撤兵，无论如何不得逾十八个月之限。
第二条 此条应附正约第九条。两订约国一俟本约施行后须从速各派数目相等之划界委员，将库页岛之俄日两国所属确界划清，以垂久远。划界委员应就地形以北纬五十度为境界线，倘遇有不能直划必须偏出纬度以外时，则偏出纬度若干，当另在他处偏入纬度内若干以补偿之。至让界附近之岛屿，该委员等应备表及详细书，并将所划让地界线绘图签名，呈由两订约国政府批准。
以上所增条款，当其附属之讲和正约批准时准。
                                    明治三十八年九月五日                                            俄曆一九〇五年八月二十三日
                                              小村寿太郎                                               高平小五郎
                                                威特                                                罗善
                                               在朴次茅斯

## 后续
该条约于1905年10月4日由日本枢密院批准。尽管日本通过条约取得了很多收获，包括得到了半个库页岛等，但这并不是日本民众原先预期中的结果，因为日本在最初的谈判中已要求俄国割让整个库页岛并赔偿军费等，一部份右翼積極分子更主張將伊爾庫茨克以東的俄國領土割讓給日本。这种落差所造成的挫折和不满情绪引发了同年的日比谷縱火事件，而桂太郎內閣亦于次年1月總辭。